# Raion de Talsi
El raion de Talsu (letó: Talsu rajons) era un dels raions en els quals es dividia administrativament Letònia abans de la reforma territorial administrativa de l'any 2009.